# Walk Like a Man (Obitelj Soprano)
"Walk Like a Man" je 82. epizoda HBO-ove televizijske serije Obitelj Soprano. To je peta epizoda druge polovice šeste sezone serije, odnosno 17. epizoda sezone ukupno. Napisao ju je i režirao Terence Winter, a originalno je emitirana 6. svibnja 2007.

## Radnja
A.J. se bori s depresijom nakon prekida s Blancom. Daje otkaz na poslu u pizzeriji, mota se po kući i uznemiruje Meadow suicidalnim komentarima koji je podsjećaju na djevojku s fakulteta koja se bacila kroz prozor. Tony i Carmela ne slažu se oko načina kako pomoći sinu pa ga zbog manjka opcija pošalju terapeutu koji mu propisuje antidepresive. Na očevu zapovijed (i majčin očaj), A.J. odlazi na zabavu s članovima bratstva svojim vršnjacima i rođacima drugih mafijaša. Počinje se povezivati sa sportskim klađenjem koje vode u školi, od kojeg zarađuju zavidne svote. Na zabavi bratstva, iskoriste A.J.-ev terenac kako bi u šumu odveli kockara koji nije podmirio dugove gdje ga muče prosuvši mu kiselinu na nožne prste.
U međuvremenu, Al Lombardo (otac Kelli Moltisanti) nehotični je katalizator nove svađe između Christophera i Paulieja nakon što Pauliejev nećak, Little Paulie Germani provali u Alovu željeznariju zajedno s Jasonom Molinarom i ukrade alate. Nakon što se uzrujani Al obrati Christopheru, ovaj upozorava Paulieja oko teritorijalnog presezanja. Nakon što Jason i Little Paulie iskoriste starije zaposlenike u Alovoj trgovini i nastave trgovinu ukradenim dobrima, Christopher to saznaje te pretuče Little Paulieja i baci ga kroz prozor. Iako teško ozlijeđen, Little Paulie preživljava. Za osvetu, uzrujani Paulie uništi Christopherovo dvorište svojim Cadillacom.
Tony kaže Christopheru kako ga njegovi česti izostanci otuđuju od obitelji i stvaraju velike probleme iz onih manjih. Christopher iskaljuje svoju frustraciju Tonyjevom nezahvalnošću i neosjetljivošću na sastanku Anonimnih alkoholičara. Novčana svađa između Christophera i Paulieja riješava se i dvojac se pomiruje u Bada Bingu. Odluče nazdraviti, a Paulie naruči za Christophera mineralnu vodu, ali ovaj kaže kako će uzeti što i Paulie. Tijekom noći u Bada Bingu, Christopher se opija i počinje brbljati o svojoj kćeri. Paulieja to navede da počne zbijati neke neukusne šale o Caitlin, uključujući onu kako će ona za 20 godina raditi u Bingu. Christopher (u alkoholiziranom stanju), vjeruje kako mu se skupina izruguje, te napušta klub kako bi vidio J.T.-a Dolana, kojeg je upoznao u Anonimnim alkoholičarima. Počne pričati o žrtvama koje je činio za obitelj te sugerira kako ima informacije koje bi srušile cijelu mafijašku organizaciju. Pokuša reći J.T.-u o Adriani i Ralphu Cifarettu, ali Dolan ne želi čuti detalje jer je on "u mafiji". Čuvši to, Christopher odluči napustiti stan, ali prije toga ustrijeli J.T.-a u glavu.  
Tony i A.J. vraćaju se kući u isto vrijeme i ugledaju Carmelu i Meadow kako se druže pred televizorom te im se pridružuju. Christopher stiže kući i počne naslanjati djelomično slomljena drveća te ulazi u kuću.

## Glavni glumci
- James Gandolfini kao Tony Soprano
- Lorraine Bracco kao dr. Jennifer Melfi
- Edie Falco kao Carmela Soprano
- Michael Imperioli kao Christopher Moltisanti
- Dominic Chianese kao Corrado Soprano, Jr. *
- Steven Van Zandt kao Silvio Dante
- Tony Sirico kao Paulie Gualtieri
- Robert Iler kao A.J. Soprano
- Jamie-Lynn Sigler kao Meadow Soprano
- Aida Turturro kao Janice Soprano
- Steve Schirripa kao Bobby Baccalieri
- Dan Grimaldi kao Patsy Parisi
- Carl Capotorto kao Little Paulie Germani
- Max Casella kao Benny Fazio

* samo potpis

### Gostujući glumci
| - Mando Alvarado kao Felix - Lawrence Bingham kao građevinac - Belinda Bissonnette kao Belinda - Cara Buono kao Kelli Moltisanti - Nolan Carley kao Mike - Ron Castellano kao Terry Doria - John Cenatiempo kao Anthony Maffei - Greg Connolly kao Stan - Madison Connolly kao Alyssa Giglione - Miryam Coppersmith kao Sophia Baccalieri - Michael Countryman kao dr. Richard Vogel - Tim Daly kao J.T. Dolan - William DiMeo kao Jason Molinaro - Danielle Di Vecchio kao Barbara Giglione - Michael Drayer kao Jason Parisi - Michael Gibson kao Greg - Sistina Giordano kao Donna Amato - Frank John Hughes kao Walden Belfiore - Phyllis Kay kao Rita Lombardo - Michael Kelly kao agent Ron Goddard - Marianne Leone kao Joanne Moltisanti - Richard Litt kao moderator | - Jill Lord kao žena - Jeffrey M. Marchetti kao Peter LaRosa - Angelo Massagli kao Bobby Baccalieri Jr. - Keith Middlebrook kao Tonyjev prijatelj - Brianne Moncrief kao ljubavnica #2 - Arthur J. Nascarella kao Carlo Gervasi - Ray Norberto kao igrač - John O'Hara kao ljubavnica #1 - Dennis Paladino kao Al Lombardo - Artie Pasquale kao Burt Gervasi - Joseph Perrino kao Jason Gervasi - Anthony Piccolo kao Tommy Giglione, Jr. - Avery Elaine Pulcher kao Domenica Baccalieri - Emily Ruth Pulcher kao Domenica Baccalieri - Dania Ramirez kao Blanca Selgado - Anthony J. Ribustello kao Dante Greco - Frank Santorelli kao Georgie - Matt Sauerhoff kao Victor Mineo - Matt Servitto kao agent Dwight Harris - Ed Vassallo kao Tom Giglione - Nathalie Walker kao Lori |

## Prva pojavljivanja
- Jason Parisi: sin Patsyja Parisija i prijatelj A.J.-a Soprana i Jasona Gervasija. Pohađa Sveučilište Rutgers te je dio sitne ekipe koja na koledžu vodi sportsku kladionicu. On i Jason Gervasi poznati su kao "The Jasons".
- Walden Belfiore: vojnik u ekipi Gervasi.

## Umrli
- J.T. Dolan: ustrijeljen od strane Christophera.

## Naslovna referenca
- Naslov epizode odnosi se na pjesmu sastava Frankie Valli and the Four Seasons, o ocu koji govori sinu da preboli ženu koja ga je napustila. Tony pokušava izvući A.J.-a iz depresije zbog prekida s Blancom.
- Tony održava očinsku lekciju i Christopheru koji je zapostavio svoju obitelj i još uvijek zamjera Tonyju zbog Adrianine smrti.

## Poveznice s prijašnjim epizodama
- Christopher, iznimno alkoholiziran, priznaje J.T.-u da zna da je Ralph Cifaretto ubijen, jer je on pomogao Tonyju da se riješi tijela u epizodi "Whoever Did This". Spominje i kako je i njegova bivša zaručnica Adriana ubijena - u epizodi "Long Term Parking".

## Produkcija
- Carl Capotorto (Little Paulie Germani) sada je potpisan na uvodnoj špici, ali samo u epizodama u kojima se pojavljuje.
- Barmen Georgie vraća se u ovoj epizodi iako ga je Tony teško ozlijedio u epizodi "Cold Cuts", što je dovelo do Georgiejeva odlaska i njegova inzistiranja da se Tony drži podalje od njega.

## Reference na druge medije
- Na početku epizode, A.J. u dnevnom boravku gleda crtić Tom i Jerry.
- Prije nego što Christopher ubija J.T.-a Dolana, ovaj piše scenarij za Zakon i red. Michael Imperioli nastupio je u pet epizoda serije u ulozi detektiva Nicka Falcoa.
- Nakon što Tony i A.J. stižu kući i pronalaze Carmelu i Meadow ispred televizora s grickalicama, Carmela spominje kako su ostale duže da bi vidjele Rachael Ray kod Lenoa.

## Glazba
- Tony pjeva "Comfortably Numb" Pink Floyda dok se spušta niz stepenice na početku epizode.
- Dok Jason Parisi razgovara s Tonyjem u Bada Bingu, sviraju "Body Burn" sastava Cubanate i "Supermassive Black Hole" sastava Muse.
- Tony na putu kući iz bara sluša "Tom Sawyer" sastava Rush.
- Tijekom odjavne špice svira "The Valley" Los Lobosa.

## Vanjske poveznice
- "Walk Like a Man" u internetskoj bazi filmova IMDb-a